# Teppei Oka
Teppei Oka (født 6. september 2001) er en japansk fodboldspiller.
Han har spillet for flere forskellige klubber i sin karriere, herunder FC Tokyo.